# سورونغ (مدينة)
سورونغ (بالإنجليزية: Sorong (city))‏ هي منطقة سكنية تقع في إندونيسيا في بابوا الغربية. يقدر عدد سكانها بـ 125,535 نسمة .

## المدن التوأمة
مدينة نوك هي مدينة توأمة لـسورونغ (مدينة).

## أعلام
- بواز سولوسا
- دومينجوس فاكداوير